# アマンゲリドゥイ・ムラリエフ

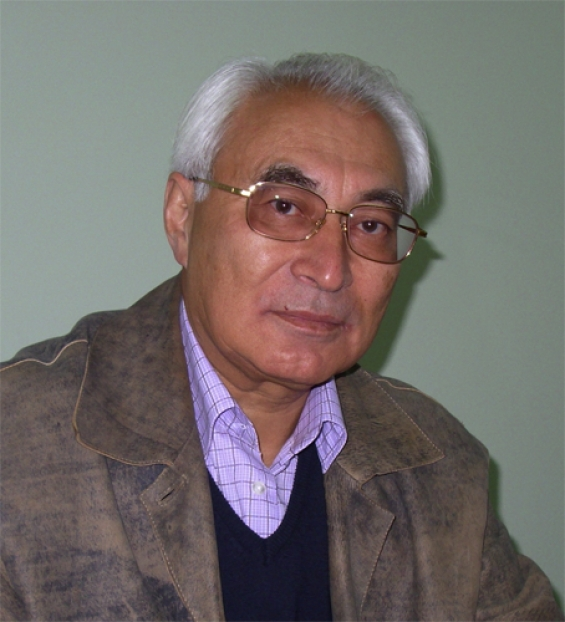
アマンゲリドゥイ・ムラリエフ

アマンゲリドゥイ・ムラリエフ（Амангельды Мурсадыкович Муралиев、1947年8月7日 - ）は、キルギスの政治家。暫定政府に引き続く「技術政府」の第一副首相。元首相。

## 経歴
- 1967年：カラバル砂糖工場の工員
- 1967年 - 1969年：ソビエト軍勤務
- 1969年 - 1970年：カラバル砂糖工場の職長
- 1970年 - 1973年：フルンゼ電気真空機械製造試験工場の設計技師。
- 1973年 - 1976年：収穫機材専門設計局の設計師、班長
- 1976年 - 1978年：党フルンゼ市委員会産業・輸送課指導官。
- 1978年 - 1982年：フルンゼ重電気機械製造工場「チャシュエレクトロマシュ」主任技師、社長。
- 1982年 - 1988年：キルギス自動車機械製造公団「キルギスアフトマシュ」社長。
- 1988年 - 1991年：フルンゼ市人民代議員会議執行委員会議長
- 1991年 - 1992年：国家書記官、国家経済委員会議長、内閣幹部会、大統領会議のメンバー。
- 1992年 - 1993年：経済・財務相、政府幹部会のメンバー。
- 1993年：キルギスタン産業・企業家同盟総裁。
- 1993年 - 1994年：国家経済委員会議長、政府幹部会のメンバー
- 1994年 - 1996年：国有財産基金役員会議議長（大臣格）、政府幹部会のメンバー
- 1996年 - 1996年、産業政策担当副首相
- 1996年7月 - 1999年、オシ州国家行政府長官（知事）
- 1999年 - 2000年、首相

2001年7月～2004年2月、株式会社「キルギス金融取引所」社長。2002年10月20日、ジョゴルク・ケネシュ (キルギス議会) 出馬。
2004年2月7日から2005年9月13日まで、経済発展・産業・貿易相代行となったが、議会の承認を得られなかった。
2008年6月から政治運動「統一キルギスタン」議長。同年12月24日から「統合国民運動」政治局員。
2010年7月14日、ローザ・オトゥンバエヴァを首班とする「技術政府」の第一副首相（首相職は空席）。

## パーソナル
チュイ州カリーニン地区（現パンフィロフ地区）クム・アルイク村出身。
カラバルト食料産業専門学校（1967年）、フルンゼ政治大学（1976年）、ソ連閣僚会議附属人民経済アカデミー（1989年）を卒業。キルギス共和国工学アカデミー会員。国際工学アカデミーのメンバー。
妻帯、1男1女を有する。
キルギスタン共和国サッカー連盟総裁。キルギスタン統一党政治会議調整官。キルギス共和国功労産業労働者。
理想の政治家は、フランクリン・ルーズベルト。